# طرديلن فلسطيني
طرديلن فلسطيني (الاسم العلمي: Tordylium palaestinum) هو نوع غير مؤكد من النباتات يتبع جنس الطرديلن من الفصيلة الخيمية.

## الموئل والانتشار
موطن هذا النوع بلاد الشام.